# 1659 Punkaharju
1659 Punkaharju eller 1940 YL är en asteroid i huvudbältet som upptäcktes den 28 december 1940 av den finske astronomen Yrjö Väisälä vid Storheikkilä observatorium. Den har fått sitt namn efter Punkaharju i Finland.
Asteroiden har en diameter på ungefär 28 kilometer och den tillhör asteroidgruppen Postrema.